# Scharlach-Weißdornbäume Heubnerstraße
Die Scharlach-Weißdornbäume Heubnerstraße sind eine als Naturdenkmal (ND 95) ausgewiesene Baumgruppe im Dresdner Stadtbezirk Blasewitz. Die weiß-rosa blühenden und scharlachrote Früchte ausbildenden Scharlach-Weißdornbäume (Crataegus pedicellata, auch Crataegus coccinea L. Sarg.) stehen entlang der Heubnerstraße mehrheitlich im Stadtteil Striesen, ein kleinerer Anteil gehört zur Johannstadt (Gemarkung Altstadt II). Die Bäume haben Stammumfänge zwischen 0,75 und 1,35 Metern, Höhen von etwa 6 Metern und Kronendurchmesser von etwa 6 Metern erreicht.

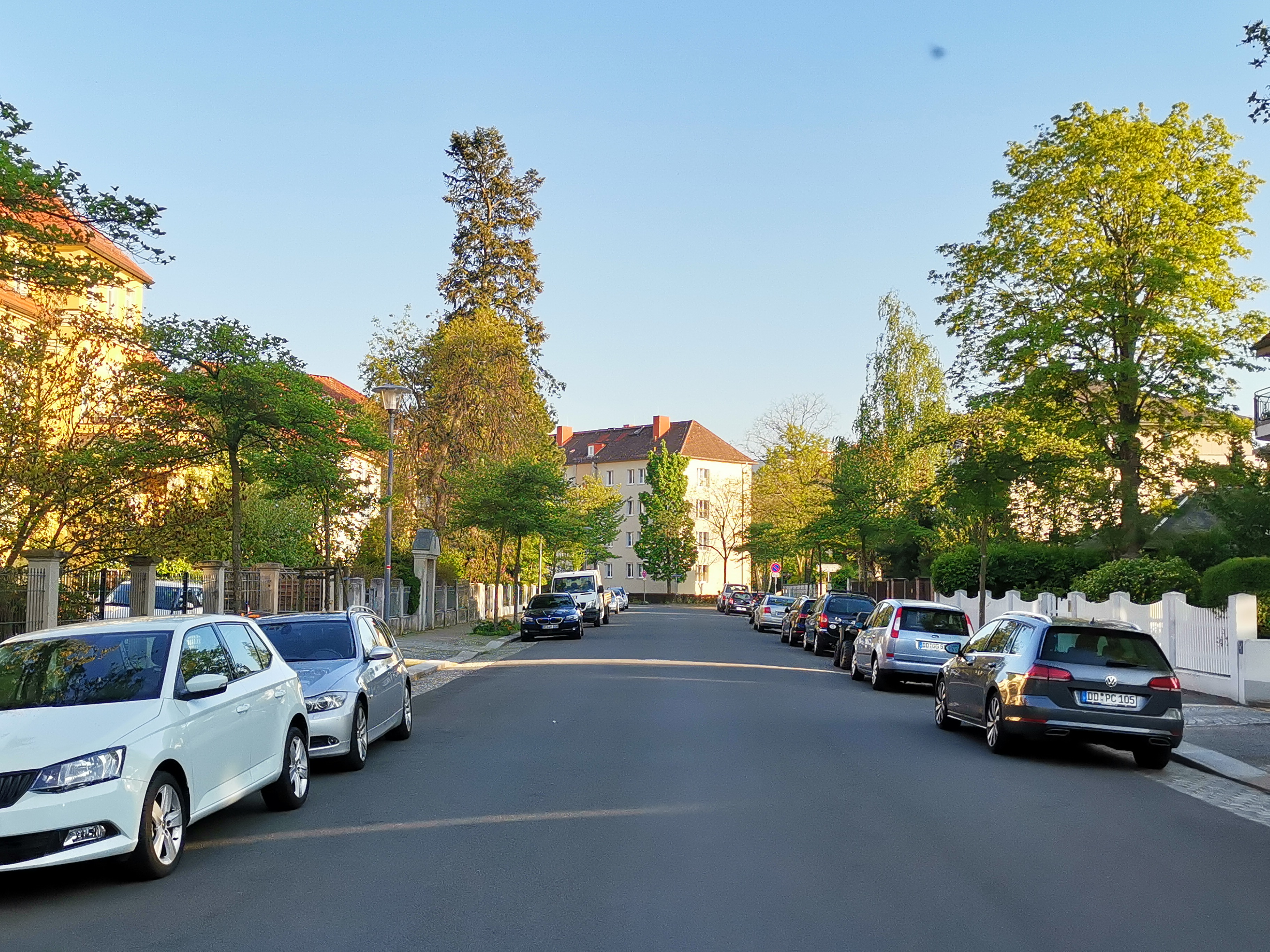
Naturdenkmal Scharlach-Weißdornbäume Heubnerstraße mit dem Stresemannplatz im Rücken des Betrachters

Beginnend am Stresemannplatz verläuft die rund 450 Meter lange Heubnerstraße in ihrem ersten Drittel in südöstlicher Richtung, bevor sie sich an der Kreuzung mit der Rudolf-Mauersberger-Straße gen Ostsüdost wendet (135° Kreuzungswinkel der beiden Heubnerstraßen-Stränge). Die Kreuzungen mit der Müller-Berset-Straße und der Bertolt-Brecht-Allee markieren das Ende des zweiten respektive dritten Drittels. Im ersten und dritten Drittel befinden sich die Bäume beidseitig, im mittleren Drittel an der Nordseite. Im Gegensatz zum deutlich häufiger vertretenen rotblühenden Weißdorn ist der Scharlach-Weißdorn selten im Dresdner Stadtgebiet. Die 1935 gepflanzten Straßenbäume an der Heubnerstraße bilden den stadtweit einzigen, noch einigermaßen zusammenhängenden Bestand dieser Art und stellen somit eine Besonderheit dar.
Die in den frühen 1990er Jahren durchgeführte Erdgasumstellung in Dresden führte verschiedentlich zu undichten Stellen in der Gasleitung, so auch an der Heubnerstraße. Dabei wurde der im Boden befindliche Sauerstoff verdrängt, was sich negativ auf dort stehende Bäume ausgewirkt hatte, bis hin zum Totalverlust. Im Jahr 1999 erfolgte seitens des Dresdner Stadtrats die Unterschutzstellung als Naturdenkmal wegen der Seltenheit dieses Bestands, sowie wegen ihrer besonderen Ausprägung und Eigenart und aus gehölzkundlichen Gründen. Neben standortverschlechternden Bodenbearbeitungen ist auch das Austretenlassen schädigender Gase oder Flüssigkeiten aus Leitungen als Ordnungswidrigkeit verboten. Der Schutzstatus erstreckt sich auf die Wurzelbereiche der einzelnen Bäume, straßenseitig bis 2 Meter von der Bordsteinkante und fußwegseitig bis zur Kronentraufe zuzüglich 2 Metern. Im Jahr 2002 erfolgten Nachpflanzungen an der Heubnerstraße.
Die gleichfalls bis zum Stresemannplatz reichenden Krim-Linden Wallotstraße sind ebenso seit 1999 als Naturdenkmal geschützt.